# Деспотис
Деспотис (грч. Δεσπότης) је насељено место у општини Гребен у периферији Западна Македонија, Грчка. Према попису из 2021. године било је 13 становника.
Деспотис је 1913. године имао 226 житеља Грка. Село се раније звало Снихово.